# Gustavus Simmons

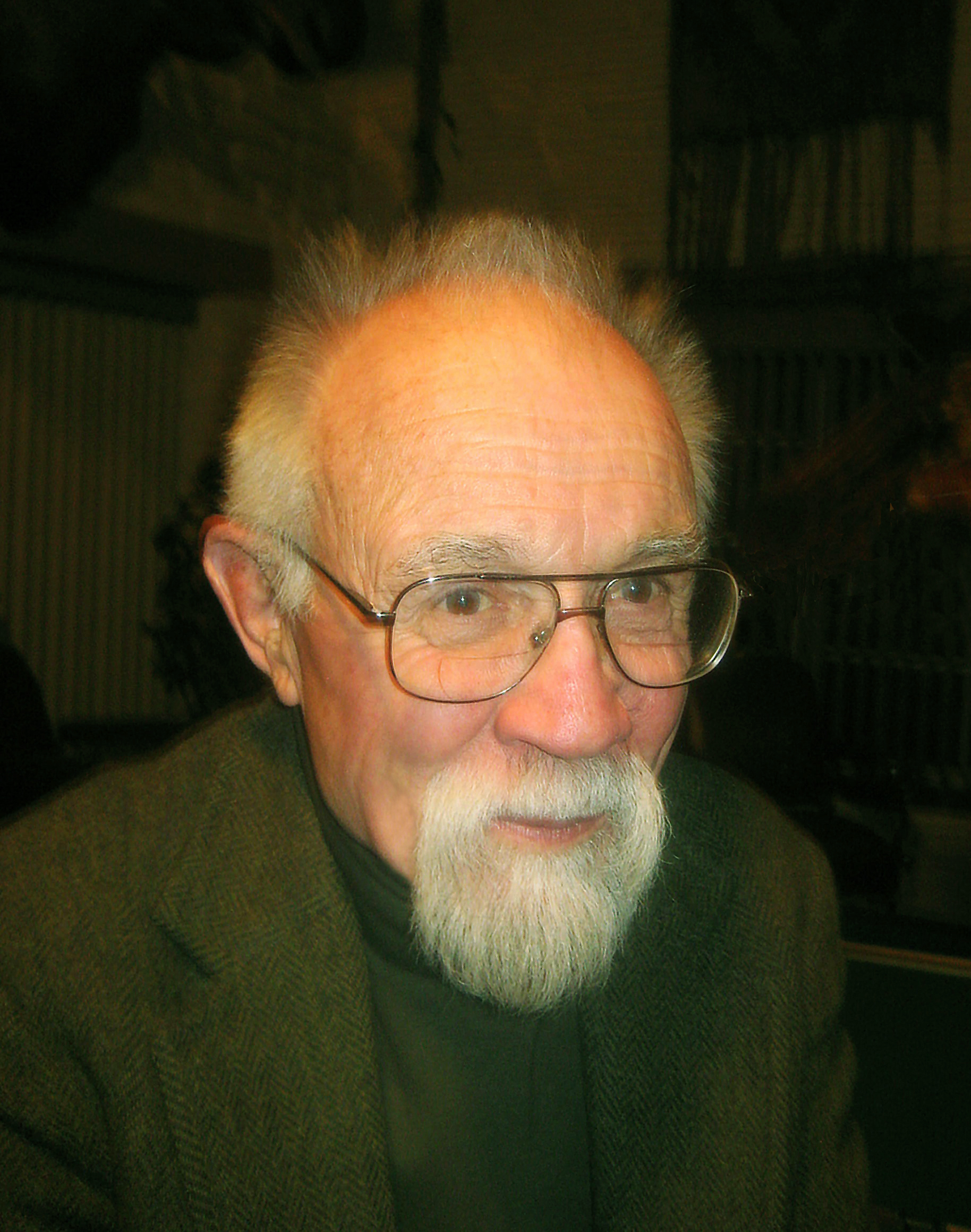
Gustavus Simmons (um 2008)

Gustavus James Simmons (* 27. Oktober 1930 in West Virginia) ist ein US-amerikanischer angewandter Mathematiker und Kryptograph.

## Leben
Gustavus Simmons studierte am Deep Springs College in Kalifornien und wurde an der University of New Mexico in Albuquerque promoviert. Er war als Kryptograph Leiter des Labors für Angewandte Mathematik bei den Sandia National Laboratories. Simmons beschäftigte sich vor allem mit dem Problem der Authentifikation, mit Anwendungen auf die gegenseitige Kontrolle des Tests von Nuklearwaffen im Kernwaffenteststopp-Vertrag (Comprehensive Test Ban Treaty). Dafür erhielt er 1986 den Ernest-Orlando-Lawrence-Preis.
In den 1980er Jahren war er einer der Pioniere der Implementation von Faktorisierungsverfahren auf Parallelrechnern an den Sandia Labs (auf einem Cray X-MP-Vektorrechner), wobei auch schon das quadratische Siebverfahren implementiert wurde (James Davis, Diane Holdridge, 1983).
Er war einer der Mitgründer der International Association of Cryptological Research (IACR), deren Ehren-Fellow er ist. 1991 wurde er Ehrendoktor der Universität Lund.
Simmons entwickelte auch das Spiel Sim, das auf der Graphentheorie basiert.

## Schriften
Herausgeber: Contemporary Cryptology: The Science of Information Integrity. Wiley 1999, ISBN 0-7803-5352-8.